# Мато, Анхель
Анхель Мануэль Мато Эскалона (исп. Angel Manuel Mato Escalona) — испанский политик и член Социалистической партии Галисии, сенатор XII законодательного собрания Испании.

## Биография
Родился 31 декабря 1970 года. Окончил университет Сантьяго-де-Компостела и возглавлял службы безопасности труда и предотвращения рисков в нескольких частных компаниях (Bioetanol Galicia в Куртисе). Он имеет степень бакалавра химических наук, специализацию в области химического машиностроения. Также имеет степени магистра в области управления окружающей средой и по контролю качества. Был старшим техником по предотвращению профессиональных рисков. Активист Социалистической партии Галисии c 1993 года.
С 2007 по 2011 год занимал должность муниципального советника по благоустройству города Ферроль.
26 июня 2016 был избран сенатором XII законодательного собрания от округа Ла-Корунья в Сенат Испании. После окончания полномочий 4 марта 2019 года назначен мэром города Ферроль 15 июня 2019, сроком на 4 года.